# 1250
Il 1250 (MCCL in numeri romani) è un anno  del XIII secolo.

## Eventi
- Alberto Magno è il primo a isolare l'arsenico
- A Mansura i crociati guidati da Luigi IX sono sbaragliati dagli arabi
- Morto Federico II di Svevia, il papa offre il Regno di Sicilia a Carlo d'Angiò.
- Il Sultanato ayyubide del Cairo cade per mano di un colpo di Stato organizzato dalle guardie del corpo (mamelucchi).

## Nati
- 17 gennaio - Ruggiero di Lauria, ammiraglio italiano († 1305)
- 8 aprile - Giovanni Tristano di Valois, nobile francese († 1270)
- 15 agosto - Matteo I Visconti, nobile († 1322)
- 25 dicembre - Giovanni IV Lascaris, imperatore bizantino
- Gerard Appelmans, mistico olandese († 1325)
- Giacomo Benfatti, vescovo cattolico italiano († 1332)
- Bianca di Napoli († 1269)
- Nicolas Caignet de Fréauville, cardinale francese († 1323)
- Casella, compositore e cantore italiano († 1300)
- Guglielmo Corvi, medico italiano († 1326)
- Dmitrij I Aleksandrovič, principe russo († 1294)
- John FitzGerald, I conte di Kildare, nobile irlandese († 1316)
- Giovanni II di Meclemburgo, principe († 1299)
- Giovanni XIII di Costantinopoli, arcivescovo ortodosso bizantino
- Moses de León, rabbino e teologo spagnolo († 1305)
- Diego López V d'Haro, nobile spagnolo († 1310)
- Margherita di Borgogna, regina († 1308)
- Tomasina Morosini, regina († 1300)
- Amedeo I di Neuchâtel, nobile svizzero († 1288)
- Riccardo II Orsini, nobile italiano († 1304)
- Pietro d'Abano, filosofo, medico e astrologo italiano († 1316)
- Menahem Recanati, religioso e rabbino italiano († 1310)
- Roberto II d'Artois, conte († 1302)
- Guglielmo di Saint-Pathus, religioso francese († 1315)
- Alberto II di Sassonia, nobile tedesco († 1298)
- Teodorico di Friburgo, teologo e filosofo tedesco († 1310)
- Sancho d'Aragona, arcivescovo cattolico spagnolo († 1275)
- Rinaldo da Concorezzo, arcivescovo cattolico italiano († 1321)
- Alberto Gandino, giurista e giudice italiano († 1310)
- Alberto di Chiavari, religioso italiano († 1300)

## Morti
- 2 febbraio - Erik XI di Svezia, re svedese (n. 1216)
- 8 febbraio - Roberto I d'Artois, conte (n. 1216)
- 6 aprile - Ugo XI di Lusignano, nobile francese (n. 1221)
- 27 maggio - Raniero Capocci, cardinale italiano
- 7 giugno - Wislaw I, sovrano danese
- 11 giugno - Aleide di Schaerbeek, religiosa e mistica fiamminga
- 13 giugno - Donnchadh, conte di Carrick, nobile scozzese (n. 1175)
- 18 giugno - Teresa del Portogallo, regina (n. 1178)
- 3 luglio - Guillaume de Sonnac, militare francese
- 6 luglio - Pietro I di Bretagna, nobile francese (n. 1191)
- 24 luglio - Guglielmo I da Camposampiero, politico italiano
- 9 agosto - Eric IV di Danimarca, re danese (n. 1216)
- 9 agosto - Guillaume de Talliante, cardinale francese
- 21 settembre - Maria di Ponthieu, nobile francese (n. 1199)
- 4 ottobre - Ermanno VI di Baden-Baden
- 19 novembre - Federico da Prata, vescovo cattolico italiano
- 13 dicembre - Federico II di Svevia, sovrano (n. 1194)
- 20 dicembre - Filippa di Champagne, nobile francese
- Alberto V degli Alberti, nobile italiano
- Vardan Aygektsi, scrittore e prete armeno
- Boncompagno da Signa, grammatico, scrittore e filosofo italiano
- Gerbert de Montreuil, scrittore francese (n. 1200)
- Guglielmo di Sabran e Forcalquier, nobile
- Arnolfo di Lovanio, monaco cristiano e poeta belga
- Árni óreiða Magnússon, poeta islandese (n. 1180)
- Giovanni Parenti, francescano italiano
- Romeo di Villanova, politico francese (n. 1170)
- Domenico del Val, santo spagnolo (n. 1243)

## Calendario
| Calendario 1250 | Calendario 1250 | Calendario 1250 | Calendario 1250 | Calendario 1250 | Calendario 1250 | Calendario 1250 | Calendario 1250 | Calendario 1250 | Calendario 1250 | Calendario 1250 | Calendario 1250 | Calendario 1250 | Calendario 1250 | Calendario 1250 | Calendario 1250 | Calendario 1250 | Calendario 1250 | Calendario 1250 | Calendario 1250 | Calendario 1250 | Calendario 1250 | Calendario 1250 | Calendario 1250 | Calendario 1250 | Calendario 1250 | Calendario 1250 | Calendario 1250 | Calendario 1250 | Calendario 1250 | Calendario 1250 | Calendario 1250 | Calendario 1250 |
| --------------- | --------------- | --------------- | --------------- | --------------- | --------------- | --------------- | --------------- | --------------- | --------------- | --------------- | --------------- | --------------- | --------------- | --------------- | --------------- | --------------- | --------------- | --------------- | --------------- | --------------- | --------------- | --------------- | --------------- | --------------- | --------------- | --------------- | --------------- | --------------- | --------------- | --------------- | --------------- | --------------- |
|                 | 1               | 2               | 3               | 4               | 5               | 6               | 7               | 8               | 9               | 10              | 11              | 12              | 13              | 14              | 15              | 16              | 17              | 18              | 19              | 20              | 21              | 22              | 23              | 24              | 25              | 26              | 27              | 28              | 29              | 30              | 31              |                 |
| Gennaio         | Sa              | Do              | Lu              | Ma              | Me              | Gi              | Ve              | Sa              | Do              | Lu              | Ma              | Me              | Gi              | Ve              | Sa              | Do              | Lu              | Ma              | Me              | Gi              | Ve              | Sa              | Do              | Lu              | Ma              | Me              | Gi              | Ve              | Sa              | Do              | Lu              |                 |
| Febbraio        | Ma              | Me              | Gi              | Ve              | Sa              | Do              | Lu              | Ma              | Me              | Gi              | Ve              | Sa              | Do              | Lu              | Ma              | Me              | Gi              | Ve              | Sa              | Do              | Lu              | Ma              | Me              | Gi              | Ve              | Sa              | Do              | Lu              |                 |                 |                 |                 |
| Marzo           | Ma              | Me              | Gi              | Ve              | Sa              | Do              | Lu              | Ma              | Me              | Gi              | Ve              | Sa              | Do              | Lu              | Ma              | Me              | Gi              | Ve              | Sa              | Do              | Lu              | Ma              | Me              | Gi              | Ve              | Sa              | Do              | Lu              | Ma              | Me              | Gi              |                 |
| Aprile          | Ve              | Sa              | Do              | Lu              | Ma              | Me              | Gi              | Ve              | Sa              | Do              | Lu              | Ma              | Me              | Gi              | Ve              | Sa              | Do              | Lu              | Ma              | Me              | Gi              | Ve              | Sa              | Do              | Lu              | Ma              | Me              | Gi              | Ve              | Sa              |                 |                 |
| Maggio          | Do              | Lu              | Ma              | Me              | Gi              | Ve              | Sa              | Do              | Lu              | Ma              | Me              | Gi              | Ve              | Sa              | Do              | Lu              | Ma              | Me              | Gi              | Ve              | Sa              | Do              | Lu              | Ma              | Me              | Gi              | Ve              | Sa              | Do              | Lu              | Ma              |                 |
| Giugno          | Me              | Gi              | Ve              | Sa              | Do              | Lu              | Ma              | Me              | Gi              | Ve              | Sa              | Do              | Lu              | Ma              | Me              | Gi              | Ve              | Sa              | Do              | Lu              | Ma              | Me              | Gi              | Ve              | Sa              | Do              | Lu              | Ma              | Me              | Gi              |                 |                 |
| Luglio          | Ve              | Sa              | Do              | Lu              | Ma              | Me              | Gi              | Ve              | Sa              | Do              | Lu              | Ma              | Me              | Gi              | Ve              | Sa              | Do              | Lu              | Ma              | Me              | Gi              | Ve              | Sa              | Do              | Lu              | Ma              | Me              | Gi              | Ve              | Sa              | Do              |                 |
| Agosto          | Lu              | Ma              | Me              | Gi              | Ve              | Sa              | Do              | Lu              | Ma              | Me              | Gi              | Ve              | Sa              | Do              | Lu              | Ma              | Me              | Gi              | Ve              | Sa              | Do              | Lu              | Ma              | Me              | Gi              | Ve              | Sa              | Do              | Lu              | Ma              | Me              |                 |
| Settembre       | Gi              | Ve              | Sa              | Do              | Lu              | Ma              | Me              | Gi              | Ve              | Sa              | Do              | Lu              | Ma              | Me              | Gi              | Ve              | Sa              | Do              | Lu              | Ma              | Me              | Gi              | Ve              | Sa              | Do              | Lu              | Ma              | Me              | Gi              | Ve              |                 |                 |
| Ottobre         | Sa              | Do              | Lu              | Ma              | Me              | Gi              | Ve              | Sa              | Do              | Lu              | Ma              | Me              | Gi              | Ve              | Sa              | Do              | Lu              | Ma              | Me              | Gi              | Ve              | Sa              | Do              | Lu              | Ma              | Me              | Gi              | Ve              | Sa              | Do              | Lu              |                 |
| Novembre        | Ma              | Me              | Gi              | Ve              | Sa              | Do              | Lu              | Ma              | Me              | Gi              | Ve              | Sa              | Do              | Lu              | Ma              | Me              | Gi              | Ve              | Sa              | Do              | Lu              | Ma              | Me              | Gi              | Ve              | Sa              | Do              | Lu              | Ma              | Me              |                 |                 |
| Dicembre        | Gi              | Ve              | Sa              | Do              | Lu              | Ma              | Me              | Gi              | Ve              | Sa              | Do              | Lu              | Ma              | Me              | Gi              | Ve              | Sa              | Do              | Lu              | Ma              | Me              | Gi              | Ve              | Sa              | Do              | Lu              | Ma              | Me              | Gi              | Ve              | Sa              |                 |